# 全球史
全球史（英語：Global History），也称世界史（World History）、国际史（International History），是历史研究的一个领域，从全球视角审视历史。早期作者包括伏尔泰、黑格尔、卡尔·马克思和阿诺德·J·汤因比。20世纪后期，全球史在大学教学、教科书、学术期刊和学术协会方面变得更加活跃。不要与比较史学混淆，后者与全球史一样，涉及多种文化和民族的历史，但不在全球范围内。全球史寻找出现在所有文化中的共同模式，全球史学家关注主题（theme），有两个主要焦点：即整合（全球历史进程如何将人类聚集在一起）和差异（全球史的模式如何揭示了人类经验的多样性）。

## 简介
宾利（J. H. Bentley）注意到，“世界史这个词从来都不是一个明确的、具有稳定指称的能指”，这个词的使用与普遍史、比较史、全球史、大歷史、宏观史和跨国史等有重叠。
世界史作为一个独特的学术研究领域的出现可以追溯到1960年代，但在1980年代步伐加快。少数几所大学创建了世界史协会和研究生课程。在接下来的几十年里，世界史领域的学术出版物、专业和学术组织以及研究生课程激增。《世界史》经常在美国高中和大学的必修课程中取代《西方文明》，并得到采用世界史方法的新教科书的支持。
世界史试图识别和解决对专业历史写作产生深远影响的两种结构：一是倾向于利用当前的民族国家来设定过去研究的界限和议程，二是以欧洲为中心的假设的深刻遗产（在西方历史写作中尤其如此，但不仅限于西方历史写作）。
因此，世界史倾向于研究跨越传统历史研究边界（如语言、文化和国界）的网络、联系和系统。世界史经常关注探索导致人类社会发生大规模变化的社会动态，例如工业化和资本主义的传播，并分析此类大规模变化如何影响世界不同地区。与20世纪下半叶的其他历史写作分支一样，世界史的范围远远超出了历史学家对政治、战争和外交的传统关注，涵盖了性别史、社会史、文化史等众多主题和环境历史。

## 「世界史」概念和研究的演變
被譽為歷史之父的古希臘歷史学家希羅多德所著《歷史》一書，雖然只記述部份歐洲、地中海沿岸、西亞等地中心的地區所發生的波希戰爭，卻已發展出國與國間的相對關係，是目前所知較早具有世界史觀念的著作。但因這些記載多來自口耳相傳，故也有人認為著作《伯羅奔尼撒戰爭史》的修昔底德才是歷史之父。
在東方中國歷史著作司馬遷的《史記》，大體以中國為中心，僅略提及四夷(外族)，但也可大致代表當時中國人所知的世界。
中世紀以後，西方史學受到基督教影響，開始出現把全世界視為統一的，將世界歷史作為走向天國歷程的觀念。最明顯受此影響的是艾克哈德的《世界編年史》，可以說是最早的一本「世界史」著作。
但早期的「世界史」不大可能記述本身文明之外的歷史，因此真正意義上的世界史，則必須要待近世的地理大發現以後才逐漸出現，但早期受文藝復興的影響，是先開始對各地區而不是整體的世界歷史產生興趣，而啟蒙運動則促使西方真正對於全世界的歷史發展產生興趣，到十九世紀史學更進一步發展，並形成許多解釋世界歷史的理論，雖然當時對於世界史的了解，常是西方中心及進化史觀式的，但是已近真正意義上的世界歷史。
這種世界史的概念也在西方向外發展的過程中影響到世界各地，如日本在十九世紀末開始研究世界史，中國知識分子也開始探求世界歷史，但在歐洲，一直到二十世紀中後期，歐洲史仍然是學術主流，直到1980年代以來，打破以西方為中心的觀念後，歐洲以及美國的歷史課程主流，才開始由西洋史轉向世界史。
在唯物史观中，世界历史是指各民族、各国家通过普遍性的交往，打破相互孤立、相互隔绝的状态，进入相互依存和相互联系的世界整体化的历史。